# Alec Su
Alec Su (nacido el 11 de septiembre de 1973 en Taipéi,) es un cantante pop taiwanés y un actor de películas y dramas de televisión.

## Carrera
Fue miembro de la banda taiwanesa Idol The Little Tigers, formada en 1988, y más adelante trabajó para su primera serie de televisión china princesa Volviendo Pearl (serie 1 y 2).

## Filmografía

### TV Series
| Año  | Título en inglés                              | Título en chino                               | Personaje                                    | Notas                                |
| ---- | --------------------------------------------- | --------------------------------------------- | -------------------------------------------- | ------------------------------------ |
| 1997 | Princess Returning Pearl I                    | 还珠格格I - Huan Zhu Ge Ge I                  | 永琪 - Yong Qi                               |                                      |
| 1998 | Princess Returning Pearl II                   | 还珠格格I - Huan Zhu Ge Ge II                 | 永琪 - Yong Qi                               |                                      |
| 1998 | Old House Has Joy                             | 老房有喜 - Lao Fang You Xi or Cousin Ji Xiang | 苏小鹏 - Su Xiao Peng                        |                                      |
| 1999 | The Handsome Siblings I                       | 绝代双骄 - Jue Dai Shuang Jiao                | 花無缺 - Hua Wu Que                          | 1999 version                         |
| 2000 | Romance in the Rain                           | 情深深雨蒙蒙 - Qing Shen Shen Yu Meng Meng    | 杜飞 - Du Fei                                |                                      |
| 2001 | Taiji Prodigy                                 | 少年张三丰 - Shao nian Zhang San Feng         | 易天行 - Yi Tian Xing                        |                                      |
| 2001 | A Date with Youth                             | 相约青春 - Xiang Yue Qin Chun                 | 敬涛 - Jing Tao                              |                                      |
| 2001 | Secret Murder, Amazing Cases                  | 无敌县令 - Wu Di Xian Ling or Pai An Jing Qi  | 杭铁生 - Han Tie Sheng                       |                                      |
| 2002 | Heavenly Sword and Dragon Saber               | 倚天屠龙记 - Yi Tian Tu Long Ji               | 张无忌 - Zhang Wu Ji & 张翠山 - Zhang Cuisan |                                      |
| 2003 | Love Train                                    | 心动列车 - Xin Dong Lie Che                   | 阿晃 - A Huang                               |                                      |
| 2003 | Love of the Aegean Sea                        | 情定爱琴海 - Qing Ding Ai Qin Hai             | 陆恩祈 - Lu En Qi                            |                                      |
| 2003 | Warriors of the Yang Clan                     | 杨门虎将 - Yang Men Hu Jiang                  | 杨延郎 - Yang Yan Lang (Yang Si Lang)        |                                      |
| 2004 | Magic Touch of Fate                           | 魔术奇缘 - Mo Shu Qi Yuan                     | 吴俊安 - Wu Jun An                           |                                      |
| 2005 | The Mischievous Princess (My Bratty Princess) | 刁蛮公主 - Diao Man Gong Zhu                  | 朱允 - Zhu Yun                               |                                      |
| 2006 | Entrapment                                    | 将计就计 - Jiang Ji Jiu Ji                    | 庄若龙 - Zhuang Ruo Long                     |                                      |
| 2009 | Passion                                       | 熱愛 - Re Ai                                  | 苏明涛 - Su Ming Tao                         | formerly called 大镇反 - Da Zhen Fan |

### Películas
| Año  | Título en inglés     | Título en chino                                                       | Personaje             | Notas                   |
| ---- | -------------------- | --------------------------------------------------------------------- | --------------------- | ----------------------- |
| 1990 | Wandering Heroes     | 游侠儿 - You Xia Er                                                   | Xiao Guai             |                         |
| 1995 | Forever Friends      | 四个不平凡的少年 - Si Ge Bu Ping Fan De Shao Nian                     | Luo Zhi Jian          |                         |
| 1996 | Flirting Expert      | 泡妞专家 - Pao Niu Zhuan Jia                                          | Xiao Pei              |                         |
| 1996 | Pale Sun             | 情色 - Qing Se                                                        | Lao Wu                |                         |
| 1998 | Red Bride            | 红娘 - Hong Niang                                                     | Zhang Jun Rui         |                         |
| 1999 | Winner Takes All     | 大赢家 - Da Ying Jia                                                  | Shi Sheng Zi          |                         |
| 1999 | Cotton Fleece        | 白棉花 - Bai Mian Hua                                                 | Ma Cheng Gong         |                         |
| 2000 | Devoted to You       | 初恋的故事 - Chu Lian De Gu Shi                                       | Yu Hai                |                         |
| 2002 | Reunion              | 手足情深 - Shou Zu Qing Shen                                          | Ka Chung              |                         |
| 2003 | Grandpa's Home       | 爷爷的家 - Ye Ye De Jia                                               | Xin Qiang Gong An     |                         |
| 2005 | Taklamakan           | 塔克拉玛干 - TaKeLaMaGan                                              | Police Officer        |                         |
| 2008 | Fit Lover            | 爱情呼叫转移Ⅱ:爱情左右 - Ai Qing Hu Jiao Zhuan Yi II: Ai Qing Zuo You | Guo Ying (郭影)       |                         |
| 2009 | L-O-V-E              | 爱到底 - Ai Dao Di                                                    |                       | Guest Star              |
| 2009 | A Singing Fairy      | 寻找刘三姐 - Xun Zhao Liu San Jie                                     | Wei Wende (韦文德)    |                         |
| 2009 | The Message          | 风声 - Feng Sheng                                                     | Bai Xiaonian (白小年) | aka "Sound of the Wind" |
| 2009 | The Star and the Sea | 星海 - Xinghai                                                        | Xiao Youmei (萧友梅)  | aka "The Musician"      |
| 2010 | The Four Cupids      | 四个丘比特 - Si Ge Qiu Bi Te                                          | Qi Bolin (齐泊霖)     |                         |
| 2010 | Secret Battleground  | 孤岛秘密战 - Gu Dao Mi Mi Zhan                                        | Japanese Officer      |                         |

### Programas de variedades
| Año              | Programa                       | Notas                  |
| ---------------- | ------------------------------ | ---------------------- |
| 2020             | Ace vs Ace S5                  | invitado               |
| 2019             | Produce Camp 2019              | mentor                 |
| 2018             | Chinese Restaurant S2 (中餐厅) | miembro                |
| 2015, 2017, 2018 | Happy Camp                     | 5 episodios - invitado |
| 2017             | Who's the Murderer             | episodio #2.09         |
| 2016             | Hurry Up, Brother              | episodio #4.08         |

## Discografía

### Álbumes
| Año de Lanzamiento | Título en chino  | Título en inglés                  | Notas |
| ------------------ | ---------------- | --------------------------------- | ----- |
| 1992               | 我只要你愛我     | I Only Want You to Love Me        |       |
| 1993               | 等到那一天       | Wait Until That Day               |       |
| 1994               | 背包             | Cherished Backpack                |       |
| 1994               | 傷口             | Wound                             |       |
| 1994               | 這般發生         | Happens This Way                  |       |
| 1994               | 擦肩而過         | Brushing Past                     |       |
| 1995               | 愛上你的一切事情 | In Love with Everything about You |       |
| 1995               | 走               | Go                                |       |
| 1995               | 風聲雨聲聽蘇聲   | Wind Sound Rain Sound Su Sound    |       |
| 2000               | 你快不快樂       | Are You Happy or Not              |       |
| 2000               | 了解             | Understanding                     |       |
| 2001               | 不只深情         | Not Only Deep Love                |       |
| 2001               | 102%愛情         | 102% Love                         |       |
| 2002               | 玩真的           | Playing for Real / Earnest        |       |
| 2002               | 最愛1992-2002    | Best Love 1992-2002               |       |
| 2004               | 以前以後         | Before and After                  |       |

### Bandas Sonoras
- 2004: Love Of The Aegean Sea Original Soundtrack

## Obras
- 1995 (revised 2003): 青春的場所 (My Days at Jian Zhong / Youth Never Die)